# Paratuposa
Genre
Paratuposa est un genre de coléoptères de la famille des Ptiliidae.

## Taxonomie
Le genre Paratuposa et l'espèce Paratuposa placentis sont décrits par l'entomologiste Cedric Deane en 1931 à partir d'individus collectés en Papouasie.

## Description
Paratuposa placentis a une longueur moyenne de 395 μm, identique à celle de l'organisme unicellulaire Amoeba proteus, ce qui en fait un des plus petits insectes non-parasites au monde.
Du fait de sa très petite taille, Paratuposa placentis a du s'adapter pour pouvoir voler, l'air ayant une propriété visqueuse à cette dimension. Ses ailes ressemblent donc à des plumes qu'il emploie dans un mouvement en huit. Une étude parue dans la revue Nature en 2022 révèle pour la première un film de ce vol.

## Liste d'espèces
- Paratuposa placentis Deane, 1931[1]

## Publication originale
- (en) Cedric Deane, « Trichopterygidae of Australia and adjacent islands. Descriptions of five new genera and twenty new species », Proceedings of the Linnean Society of New South Wales, Sydney, Inconnu et Société linnéenne de Nouvelle-Galles du Sud, vol. 56,‎ 24 juin 1931, p. 227-242 (ISSN 0370-047X, OCLC 1755950, lire en ligne).